# Abax alabamensis
Abax alabamensis är en skalbaggsart som beskrevs av Thomas Casey. Abax alabamensis ingår i släktet Abax och familjen jordlöpare. Inga underarter finns listade i Catalogue of Life.